# Korem
Korem – miasto w Etiopii, w regionie Tigraj.